# مینورو کونیزاوا
مینورو کونیزاوا (انگلیسی: Minoru Kunizawa؛ زادهٔ ۱۹۶۴ (۶۰–۶۱ سال)) کارگردان فیلم، بازیگر، و فیلم‌نامه‌نویس اهل ژاپن است.